# Перієнь (комуна)
Перієнь, Перієні (рум. Perieni) — комуна у повіті Васлуй в Румунії. До складу комуни входить єдине село Перієнь.
Комуна розташована на відстані 238 км на північний схід від Бухареста, 38 км на південь від Васлуя, 94 км на південь від Ясс, 102 км на північ від Галаца.

## Населення
За даними перепису населення 2002 року у комуні проживали 5279 осіб. Усі жителі комуни рідною мовою назвали румунську.
Національний склад населення комуни:
| Національність | Кількість осіб | Відсоток |
| -------------- | -------------- | -------- |
| румуни         | 5276           | 99,9%    |
| цигани         | 3              | 0,1%     |

Склад населення комуни за віросповіданням:
| Релігія       | Кількість осіб | Відсоток |
| ------------- | -------------- | -------- |
| православні   | 5229           | 99,1%    |
| п'ятдесятники | 34             | 0,6%     |
| старообрядці  | 6              | 0,1%     |
| римо-католики | 5              | 0,1%     |
| адвентисти    | 3              | 0,1%     |
| бретрени      | 2              | < 0,1%   |